# نیکوس تسیانتاکیس
نیکوس تسیانتاکیس (یونانی: Νίκος Τσιαντάκης؛ زادهٔ ۲۰ اکتبر ۱۹۶۳) بازیکن فوتبال اهل یونان بود.
از باشگاه‌هایی که در آن بازی کرده‌است می‌توان به باشگاه فوتبال آریس سالونیک، باشگاه فوتبال آترومیتوس، باشگاه فوتبال یونیکوس، باشگاه فوتبال المپیاکوس، باشگاه فوتبال پانیونیوس، و باشگاه فوتبال او.اف.آی کرته اشاره کرد.
وی همچنین در تیم ملی فوتبال یونان بازی کرده‌است.